# Mistrzostwa Ukrainy w Skokach Narciarskich 2018
Mistrzostwa Ukrainy w Skokach Narciarskich 2018 – rozegrane na kompleksie skoczni Awanhard w Worochcie w dniach 24–26 lutego 2018 zawody mające za zadanie wyłonić najlepszych skoczków w kraju.
W pierwszy dzień mistrzostw rozegrano jedyne zawody na skoczni średniej, w których zwyciężył Jewhen Marusiak. Wyprzedził on Witalija Kaliniczenkę oraz Wiktora Pasicznyka. Do startu w zawodach przystąpiło 29 zawodników.
Dzień później przeniesiono się na skocznię normalną, gdzie rozegrano konkurs drużynowy składający się z jednej serii, w którym wygrali skoczkowie z obwodu iwanofrankiwskiego. Drugą lokatę zajęli przedstawiciele pierwszej ekipy obwodu tarnopolskiego, a za nimi sklasyfikowano drugi skład tego obwodu. Na starcie pojawiło się 7 ekip.
Ostatniego dnia mistrzostw rozegrano zawody indywidualne na tym samym obiekcie, które ponownie wygrał Marusiak, przed Kaliniczenką oraz Dmytro Mazurczukiem. Do zawodów zgłoszono 29 zawodników, lecz dwóch nie pojawiło się na starcie.

## Wyniki

### Konkurs indywidualny mężczyzn na skoczni K75 (24.02.2018)
| Miejsce | Zawodnik             | Obszar      | Skok 1 | Skok 2 | Punkty |
| ------- | -------------------- | ----------- | ------ | ------ | ------ |
| 1.      | Jewhen Marusiak      | Wierchowina | 80,5 m | 85,0 m | 259,1  |
| 2.      | Witalij Kaliniczenko | Worochta    | 84,0 m | 84,5 m | 255,7  |
| 3.      | Wiktor Pasicznyk     | Krzemieniec | 76,0 m | 84,0 m | 237,5  |
| 4.      | Dmytro Mazurczuk     | Krzemieniec | 77,0 m | 80,0 m | 231,4  |
| 5.      | Iwan Zełenczuk       | Wierchowina | 78,0 m | 78,0 m | 229,7  |
| 6.      | Witalij Hrebeniuk    | Krzemieniec | 77,0 m | 78,5 m | 228,1  |
| 7.      | Andrij Kalinczuk     | Wierchowina | 75,0 m | 74,5 m | 217,9  |
| 8.      | Andrij Waskuł        | Worochta    | 75,0 m | 72,0 m | 212,4  |
| 9.      | Rusłan Bałanda       | Krzemieniec | 69,5 m | 67,5 m | 187,9  |
| 10.     | Ołeksandr Szumbareć  | Krzemieniec | 62,5 m | 75,0 m | 186,5  |
| ...     |                      |             |        |        |        |

### Konkurs indywidualny mężczyzn na skoczni K90 (26.02.2018)
| Miejsce | Zawodnik             | Obszar      | Skok    | Punkty |
| ------- | -------------------- | ----------- | ------- | ------ |
| 1.      | Jewhen Marusiak      | Wierchowina | 103,5 m | 136,5  |
| 2.      | Witalij Kaliniczenko | Worochta    | 107,5 m | 133,5  |
| 3.      | Dmytro Mazurczuk     | Krzemieniec | 94,5 m  | 116,5  |
| 4.      | Wiktor Pasicznyk     | Krzemieniec | 94,0 m  | 116,0  |
| 5.      | Andrij Waskuł        | Worochta    | 91,0 m  | 112,0  |
| 6.      | Ołeksandr Szumbareć  | Krzemieniec | 91,0 m  | 110,0  |
| 7.      | Andrij Kalinczuk     | Wierchowina | 83,0 m  | 94,0   |
| 8.      | Iwan Zełenczuk       | Wierchowina | 82,5 m  | 91,5   |
| 9.      | Witalij Hrebeniuk    | Krzemieniec | 81,0 m  | 88,0   |
| 10.     | Serhij Małyszczyk    | Krzemieniec | 77,5 m  | 81,5   |
| ...     |                      |             |         |        |

### Konkurs drużynowy mężczyzn na skoczni K90 (25.02.2018)
| Miejsce | Obwód                   | Zawodnik             | Skok 1  | Punkty |
| ------- | ----------------------- | -------------------- | ------- | ------ |
| 1.      | Obwód iwanofrankiwski I | Iwan Zełenczuk       | 79,0 m  | 394,0  |
| 1.      | Obwód iwanofrankiwski I | Andrij Waskuł        | 73,5 m  | 394,0  |
| 1.      | Obwód iwanofrankiwski I | Jewhen Marusiak      | 100,5 m | 394,0  |
| 1.      | Obwód iwanofrankiwski I | Witalij Kaliniczenko | 89,58 m | 394,0  |
| 2.      | Obwód tarnopolski I     | Ołeksandr Szumbareć  | 77,5 m  | 386,0  |
| 2.      | Obwód tarnopolski I     | Witalij Hrebeniuk    | 74,0 m  | 386,0  |
| 2.      | Obwód tarnopolski I     | Dmytro Mazurczuk     | 100,0 m | 386,0  |
| 2.      | Obwód tarnopolski I     | Wiktor Pasicznyk     | 87,0 m  | 386,0  |
| 3.      | Obwód tarnopolski II    | Serhij Małyszczyk    | 75,0 m  | 274,0  |
| 3.      | Obwód tarnopolski II    | Wałentyn Jaszczuk    | 71,5 m  | 274,0  |
| 3.      | Obwód tarnopolski II    | Iwan Pyłypczuk       | 65,0 m  | 274,0  |
| 3.      | Obwód tarnopolski II    | Rusłan Bałanda       | 76,5 m  | 274,0  |